# یالماری اسکولا
یالماری اسکولا (فنلاندی: Jalmari Eskola; ۱۶ نوامبر ۱۸۸۶ – ۷ ژانویهٔ ۱۹۵۸) دونده دو استقامت اهل فنلاند بود.